# Like Cats and Dogs
Like Cats and Dogs è un disco del 1996 della band inglese dei Catherine Wheel, contenente b-sides, cover e versioni alternative di canzoni precedentemente già pubblicate. La copertina del disco è stata realizzata dall'artista Storm Thorgerson.

## Tracce
1. Heal 2  – 5:09
2. Wish You Were Here Pink Floyd  – 3:28
3. Mouthful of Air  – 2:42
4. Car  – 6:42
5. Girl Stand Still  – 8:08
6. Saccharine  – 6:04
7. Backwards Guitar  – 5:10
8. Tongue Twisted  – 5:41
9. These Four Walls  – 5:21
10. High Heels  – 3:35
11. Harder Than I Am  – 4:15
12. La La Lala La  – 10:44
13. Something Strange / Angelo Nero / Spirit of Radio Rush  – 10:55

## Formazione
- Rob Dickinson: cantante/chitarrista
- Brian Futter: chitarrista
- Dave Hawes: bassista
- Neil Sims: batterista